# جاسم القصار
جاسم عبد اللطيف القصار هو لاعب كرة يد كويتي، شارك في بطولة دورة الألعاب الأولمبية الصيفية لعام 1980 في موسكو ضمن صفوف المنتخب الكويتي لكرة اليد.

## المسيرة الرياضية
شارك جاسم القصار في منافسات كرة اليد مردًا ضمن منتخب الكويت في أولمبياد موسكو 1980. مثل الفريق الكويتي وهدف إلى خوض كافة مواجهاته ضمن البطولة، والتي انتهت بالمركز الثاني عشر.

## معلومات فنية
طوله حوالي 168 سم ويزن حوالي 78 كجم، يلعب لنادي القادسية بمدينة الكويت.

## نتائج المنتخب في موسكو 1980
تمكّن المنتخب من خوض مباريات تصنيف وتحديد مراكز، ليحتلّ المرتبة الثانية عشر في النسخة، بعد خسارة مواجهات متفاوتة أمام منتخبات قوية، وخسارة مباراة تحديد المركز ضد كوبا.

## روابط خارجية
- Jasem Al-Qassar على موقع أوليمبيديا (الإنجليزية)